# مير كا رع
ميركاري، (بالإنجليزية: Merkare). كان فرعونًا مصريًا من أواخر الأسرة الثالثة عشرة، خلال الفترة الانتقالية الثانية. حكم لفترة قصيرة، في وقت ما بين عام 1663 قبل الميلاد و 1649 قبل الميلاد.

## الأدلة على فترة حكمه
الدليل الوحيد على فترة حكم ميركير هو بردية تورين، وهي قائمة ملوك تم تجميعها في أوائل فترة الرعامسة. وفقًا لعالم المصريات كيم ريهولت، فإن البردية تورد صورته السابقة في الصف الثامن، السطر الثامن عشر تلفت بردية تورين في الجزء الذي يغطي أواخر الأسرة الثالثة عشر، وفُقد طول عهد ميركير في ثغرة.
لا يُعرف الموقع الزمني الدقيق لمركاري على وجه اليقين لأن الحالة التالفة لبردية تورين تسمح فقط بإعادة البناء التخمينية لأواخر الأسرة الثالثة عشر. وفقًا لريهولت، كان الحاكم الثامن والأربعين للسلالة الحاكمة، بينما يعتبره بيكر وفون بيكيراث السابع والأربعين.

## فترة حُكم
بصفته فرعونًا من الأسرة الثالثة عشر، كان من الممكن أن يكون ميركير قد حكم إما على صعيد مصر من طيبة أو على مصر الوسطى والصعيد من ممفيس. في ذلك الوقت، كانت منطقة شرق دلتا النيل تحت سيطرة الأسرة الرابعة عشرة.
وفقًا لعالم المصريات كيم ريهولت، حكم ما لا يقل عن 17 ملكًا من الأسرة الثالثة عشر في الفترة الزمنية القصيرة من 1663 قبل الميلاد حتى 1649 قبل الميلاد. اقترح العلماء، مثل مانفريد بيتاك ووريهولت، أن عدم الاستقرار هذا هو نتيجة مجاعة مطولة وربما وباء ضرب منطقة الدلتا على الأقل واستمر حتى نهاية ولايتي الأسرة الثالثة عشرة والرابعة عشرة. 1650 ق.م قد تفسر الحالة الضعيفة لكلتا المملكتين، جزئيًا، سبب سقوطهما سريعًا في أيدي قوة الهكسوس الناشئة ج. 1650 ق.